# Ingrid Antičević-Marinović
Ingrid Antičević-Marinović (Zadar, 14. listopada 1957.), hrvatska političarka i pravnica.

## Školovanje i počeci karijere
Osnovnu školu i društveno-jezičnu gimnaziju završila je u Zadru te je kao učenica bila odlikašica. Glumila je u gimnazijskoj kazališnoj skupini, a Odrasla je u naselju Voštarnica, u središtu grada. Otac Pavao radio je u Građevinskom poduzeću Jadran dok je majka Huanita bila domaćica. Ima dvije godine starijeg brata Zvonimira. Diplomirala je 1980. na Pravnom fakultetu u Splitu. Ubrzo se udala i počela raditi u Odvjetničkom uredu Marinović - Antičević koji je osnovala sa svojim suprugom.

## Politika
Članica je SDP-a od 1990. godine, članica Gradskog vijeća Grada Zadra u nekoliko mandata.
Od 1996. je članica glavnog odbora SDP-a. U razdoblju od 2001. do 2003. bila je ministrica pravosuđa, uprave i lokalne samouprave.
Od 2003. do 2006. članica predsjedništva SDPH.
Saborska zastupnica od 2004. do (?), potpredsjednica odbora za zakonodavstvo, članica odbora za ustav, poslovnik i politički sustav, odbora za pravosuđe i zajedničkog odbora
Hrvatske i EU.
Predsjednica GO SDP Zadar i članica glavnog odbora SDPH.
Nositeljica je plakete Javnobilježničke komore za unaprjeđenje javnog bilježništva i plakete za antikorupcijsku suradnju s Nezavisnim sindikatom carinika.[nedostaje izvor]

## Osobni život
Rođena je kao Marija Antičević:, kći Huanite i Pavla Antičevića, no tijekom studiranja je promijenila ime. Na upite novinara zašto je to učinila nije znala dati odgovor.[nedostaje izvor]
Supruga je zadarskog pravnika Marka Marinovića (1942.) s kojim u braku ima sina Dana (1981.), koji je također pravnik i odvjetnik.